# ديلينجا
ديلينجا (بالصينية: 德令哈市 )‏ هي مدينة على مستوى مقاطعة، في جمهورية الصين الشعبية، تقع في هايشي المغولية والتبتية، بلغ عدد سكانها 125,306  نسمة، تبلغ مساحتها 27,613 كيلومتر مربع.

## المناخ
يظهر الجدول التالي التغييرات المناخية على مدار السنة لديلينجا:
| البيانات المناخية لـديلينجا                                           | البيانات المناخية لـديلينجا | البيانات المناخية لـديلينجا | البيانات المناخية لـديلينجا | البيانات المناخية لـديلينجا | البيانات المناخية لـديلينجا | البيانات المناخية لـديلينجا | البيانات المناخية لـديلينجا | البيانات المناخية لـديلينجا | البيانات المناخية لـديلينجا | البيانات المناخية لـديلينجا | البيانات المناخية لـديلينجا | البيانات المناخية لـديلينجا | البيانات المناخية لـديلينجا |
| الشهر                                                                 | يناير                       | فبراير                      | مارس                        | أبريل                       | مايو                        | يونيو                       | يوليو                       | أغسطس                       | سبتمبر                      | أكتوبر                      | نوفمبر                      | ديسمبر                      | المعدل السنوي               |
| --------------------------------------------------------------------- | --------------------------- | --------------------------- | --------------------------- | --------------------------- | --------------------------- | --------------------------- | --------------------------- | --------------------------- | --------------------------- | --------------------------- | --------------------------- | --------------------------- | --------------------------- |
| متوسط درجة الحرارة الكبرى °م (°ف)                                     | −3.7 (25.3)                 | 0.7 (33.3)                  | 6.7 (44.1)                  | 12.9 (55.2)                 | 17.8 (64.0)                 | 20.7 (69.3)                 | 23.1 (73.6)                 | 23.0 (73.4)                 | 18.3 (64.9)                 | 11.5 (52.7)                 | 3.7 (38.7)                  | −1.6 (29.1)                 | 11.1 (52.0)                 |
| المتوسط اليومي °م (°ف)                                                | −10.9 (12.4)                | −6.6 (20.1)                 | −0.5 (31.1)                 | 5.6 (42.1)                  | 11.0 (51.8)                 | 14.2 (57.6)                 | 16.5 (61.7)                 | 16.1 (61.0)                 | 11.2 (52.2)                 | 3.9 (39.0)                  | −3.8 (25.2)                 | −9.2 (15.4)                 | 4.0 (39.2)                  |
| متوسط درجة الحرارة الصغرى °م (°ف)                                     | −16.8 (1.8)                 | −12.8 (9.0)                 | −7.0 (19.4)                 | −1.2 (29.8)                 | 4.5 (40.1)                  | 8.2 (46.8)                  | 10.7 (51.3)                 | 10.2 (50.4)                 | 5.2 (41.4)                  | −2.0 (28.4)                 | −9.4 (15.1)                 | −14.9 (5.2)                 | −2.1 (28.2)                 |
| الهطول مم (إنش)                                                       | 4.0 (0.16)                  | 2.9 (0.11)                  | 4.6 (0.18)                  | 6.5 (0.26)                  | 21.2 (0.83)                 | 38.4 (1.51)                 | 40.9 (1.61)                 | 31.4 (1.24)                 | 17.6 (0.69)                 | 6.4 (0.25)                  | 1.2 (0.05)                  | 2.4 (0.09)                  | 177.5 (6.98)                |
| المصدر: [www.weather.com.cn/cityintro/101150716.shtml? Weather China] |                             |                             |                             |                             |                             |                             |                             |                             |                             |                             |                             |                             |                             |

## التقسيمات الإدارية
- Hedong Subdistrict, Delingha [الإنجليزية]‏.